# Gewöhnliche Makis

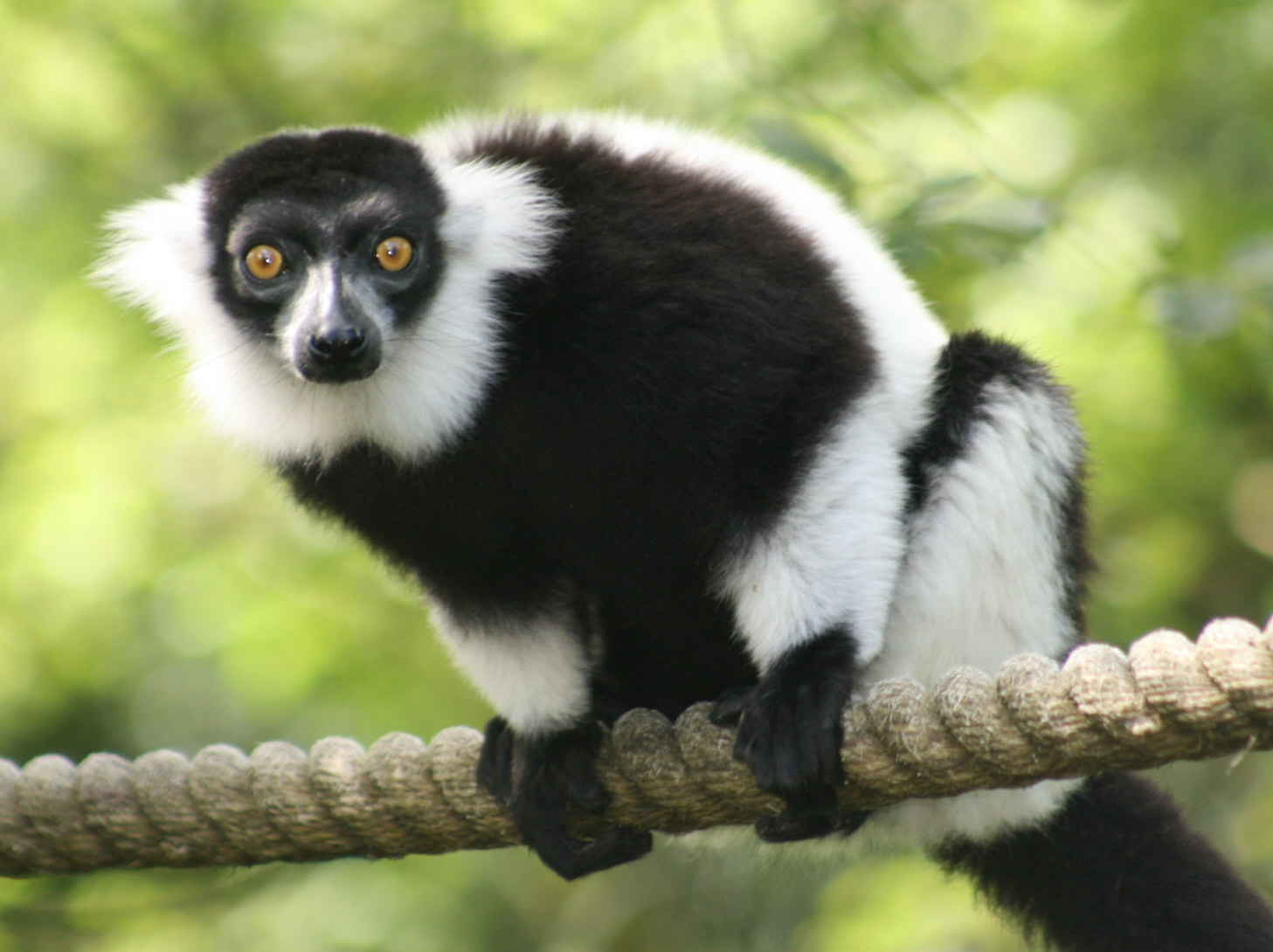
Schwarzweißer Vari

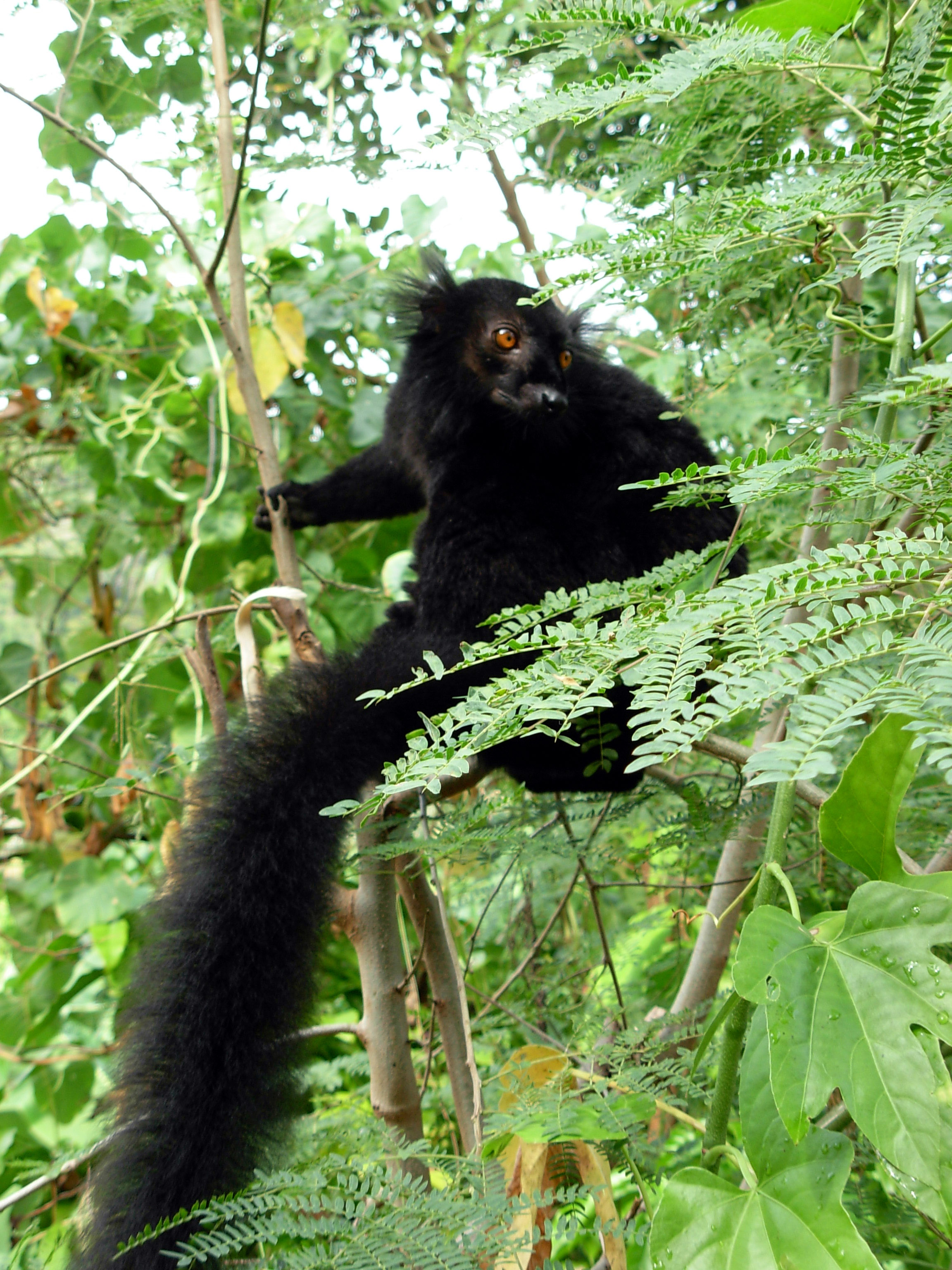
Mohrenmaki

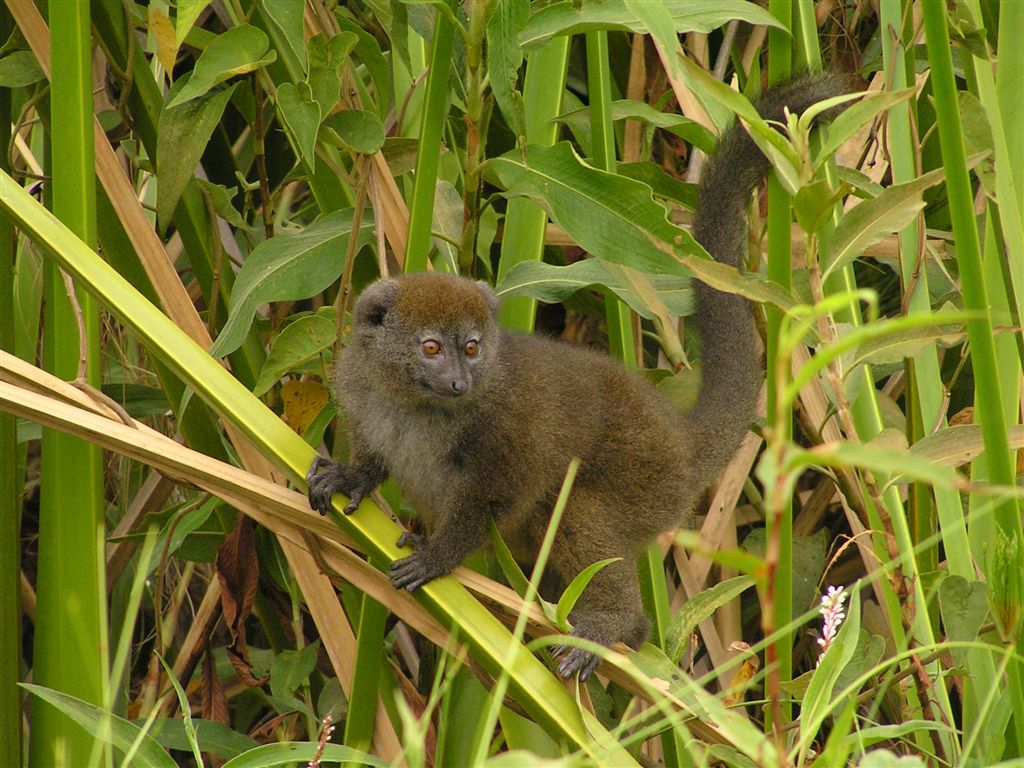
Alaotra-Bambuslemur

Die Gewöhnlichen Makis (Lemuridae) sind eine Primatenfamilie aus der Gruppe der Lemuren (Lemuriformes). Sie umfasst rund 20 lebende und zumindest zwei ausgestorbene Arten. Die früher ebenfalls in diese Familie gerechneten Katzenmakis und Wieselmakis werden heute als eigene Familien betrachtet.

## Merkmale
Die lebenden Vertreter der Gewöhnlichen Makis erreichen eine Kopfrumpflänge von 24 bis 57 Zentimetern, der Schwanz ist mit 32 bis 65 Zentimetern stets länger als der Rumpf. Ihr Gewicht beträgt 0,7 bis 4 Kilogramm – die ausgestorbenen Tiere der Gattung Pachylemur waren allerdings etwas größer. Die Geschlechter sind wie bei allen Lemuren annähernd gleich groß, bei den Großen Makis (Gattung Eulemur) unterscheiden sie sich jedoch meist deutlich in der Fellfärbung. Das Fell dieser Tiere ist weich, dicht und wollig, es ist meist in Grau-, Braun- oder Schwarztönen gefärbt. Manchmal sind buschige Haare an den Ohren, an den Wangen oder am Kinn vorhanden. Ihr Körperbau ist relativ generalisiert. Der Rumpf ist zierlich, die Gliedmaßen sind schlank, und der lange Schwanz ist dicht behaart. Die Hinterbeine sind etwas länger als die Vorderbeine, alle Finger und Zehen tragen Nägel mit Ausnahme der bei allen Feuchtnasenaffen vorhandenen Putzkralle an der zweiten Zehe.
Die Schnauze ist bei den Bambuslemuren und Großen Bambuslemuren kurz, bei den übrigen Gattungen langgestreckt und hundeähnlich. Die Zahnformel lautet I2/2-C1/1-P3/3-M3/3, insgesamt haben sie also 36 Zähne. Die oberen Schneidezähne sind klein und stiftartig, die Eckzähne etwas vergrößert. Die unteren Schneide- und Eckzähne bilden wie bei den meisten Feuchtnasenaffen einen Zahnkamm.

## Verbreitung und Lebensraum
Die Gewöhnlichen Makis sind wie alle Lemuren auf Madagaskar beschränkt, zwei Arten (der Mongozmaki und der Braune Maki) wurden allerdings auf den Komoren angesiedelt. Auf Madagaskar leben sie sowohl in den Trockenwäldern im Westen als auch in den Regenwäldern im Osten der Insel, einige Arten – insbesondere der Katta – bewohnen auch die trockenen Regionen im Südwesten. Sie fehlen allerdings im zentralen, unbewaldeten Hochland.

## Lebensweise und Ernährung
Diese Primaten halten sich vorwiegend auf den Bäumen auf, der Katta (und möglicherweise auch der ausgestorbene Pachylemur) hält sich allerdings in beträchtlichem Ausmaß auch am Boden auf. In den Bäumen bewegen sie sich meist mit einem vierbeinigen Klettern und Springen fort. Im Gegensatz zu den meisten anderen Lemuren sind sie nicht rein nachtaktiv, sondern eher tagaktiv oder kathemeral, das heißt ohne ausgeprägten Tag-Nacht-Rhythmus.
Sie leben in Gruppen, dies können entweder Familiengruppen oder größere Gruppen mit mehreren Männchen und Weibchen sein. Die Streifgebiete werden mit Drüsensekreten markiert, beispielsweise mit Drüsen am Handgelenk oder mit Perianaldrüsen. Auch mit diversen Lauten kommunizieren die Tiere untereinander, so wurden beim Katta an die 30 Lautäußerungen unterschieden.
Die Makis sind vorwiegend Pflanzenfresser, ihre Nahrung besteht in erster Linie aus Früchten und Blättern sowie im Fall der Bambuslemuren aus Bambus. Je nach Art, Lebensraum und Jahreszeit nehmen sie in unterschiedlichem Ausmaß auch andere Pflanzenteile zu sich. Einige Arten fressen in geringem Ausmaß auch Fleisch, etwa Insekten, Spinnen und Tausendfüßer oder auch kleine Wirbeltiere.

## Fortpflanzung
Bei den meisten Arten der Gewöhnlichen Makis haben die Weibchen ein paar Zitzen und bringen Einlinge zur Welt. Bei den Varis hingegen haben die Weibchen drei Paar Zitzen und es überwiegen Zwillings- oder Drillingsgeburten. Die Fortpflanzung ist bei allen Arten saisonal, die meisten Geburten fallen in die Monate September bis Dezember. Die Tragzeit dauert bei den Varis 90 bis 100 Tage, bei den anderen Arten hingegen 125 bis 150 Tage. Auch bei der Jungenaufzucht variieren die Varis von den übrigen Gattungen: sie errichten Blätternester, in denen die Neugeborenen ihre ersten Lebenswochen verbringen, während bei den übrigen Gattungen die Mütter ihre Jungtiere mit sich herumtragen oder während der Nahrungssuche an einer geschützten Stelle „parken“. Nach mehreren Monaten werden die Jungtiere entwöhnt und mit zwei bis vier Jahren geschlechtsreif.
Nach einer Tragzeit von 90 bis 150 Tagen kommen zwischen August und Oktober (kurz vor Beginn der Regenzeit) ein oder zwei Junge zur Welt. Nach rund fünf Monaten sind diese entwöhnt und nach zwei bis drei Jahren geschlechtsreif.

## Bedrohung
Nahezu alle Arten der Gewöhnlichen Makis zählen zu den bedrohten Arten. Die Hauptgründe dafür liegen in der Zerstörung ihres Lebensraums durch Brandrodungen, Abholzungen, Holzkohleerzeugung und Bergbau sowie in der Bejagung. Die Verbreitungsgebiete der meisten Arten sind in den letzten Jahrzehnten deutlich verkleinert und zersplittert worden. Die Mehrzahl der Arten ist laut IUCN „gefährdet“ (vulnerable), einige sind „stark gefährdet“ (endangered) oder „vom Aussterben bedroht“ (critically endangered). Die Arten der Gattung Pachylemur sind in den letzten 1000 Jahren ausgestorben, wofür der Mensch zumindest mitverantwortlich gewesen sein dürfte.

## Systematik
Die Gewöhnlichen Makis sind eine von fünf lebenden Familien, in die die Lemuren heute eingeteilt werden. Die Abstammungsverhältnisse innerhalb der Lemuren sind nicht restlos geklärt, möglicherweise bilden die Indriartigen das Schwestertaxon dieser Gruppe.
Es lassen sich 6 Gattungen und über 20 Arten unterscheiden:
- Gattung Varis (Varecia)
  - Schwarzweißer Vari (Varecia variegata)
  - Roter Vari (Varecia rubra)
- Gattung Pachylemur †, zwei Arten
- Gattung Lemur
  - Katta (Lemur catta)
- Gattung Große Makis (Eulemur)
  - Weißkopfmaki (Eulemur albifrons)
  - Weißkragenmaki (Eulemur cinereiceps, Syn.: E. albocollaris)
  - Halsbandmaki (Eulemur collaris)
  - Kronenmaki (Eulemur coronatus)
  - Blauaugenmaki (Eulemur flavifrons)
  - Brauner Maki (Eulemur fulvus)
  - Mohrenmaki (Eulemur macaco)
  - Mongozmaki (Eulemur mongoz)
  - Rotbauchmaki (Eulemur rubriventer)
  - Rotstirnmaki (Eulemur rufifrons)
  - Roter Maki (Eulemur rufus)
  - Sanford-Maki (Eulemur sanfordi)
- Gattung Bambuslemuren oder Halbmakis (Hapalemur)
  - Östlicher Bambuslemur (Hapalemur griseus)
  - Südlicher Bambuslemur (Hapalemur meridionalis)
  - Westlicher Bambuslemur oder Sambirano-Bambuslemur (Hapalemur occidentalis)
  - Alaotra-Bambuslemur (Hapalemur alaotrensis)
  - Gilbert-Bambuslemur (Hapalemur gilberti)
  - Goldener Bambuslemur (Hapalemur aureus)
- Gattung Prolemur
  - Großer Bambuslemur (Prolemur simus)

Die früher häufig vorgenommene Einteilung in die kurzschnäuzigen Hapalemurinae (Gattungen Hapalemur und Prolemur) und die langschnäuzigen Lemurinae (die übrigen Gattungen) lässt sich aufgrund genetischer Untersuchungen heute nicht mehr aufrechterhalten. Vielmehr stellen die Varis die Schwestergruppe der übrigen Arten und der Katta ist trotz äußerlicher Ähnlichkeiten mit den Großen Makis am nächsten mit den Bambuslemuren verwandt. Die Abstammungsverhältnisse innerhalb der lebenden Gattungen kommen in folgendem Kladogramm zum Ausdruck:
|      | Großer Bambuslemur (Prolemur)                                               |
|      |                                                                             |
| N.N. | \| \| Katta (Lemur) \| \| \| \| \| \| Bambuslemuren (Hapalemur) \| \| \| \| |
|      | \| \| Katta (Lemur) \| \| \| \| \| \| Bambuslemuren (Hapalemur) \| \| \| \| |
|      | Katta (Lemur)                                                               |
|      |                                                                             |
|      | Bambuslemuren (Hapalemur)                                                   |
|      |                                                                             |

|  | Katta (Lemur)             |
|  |                           |
|  | Bambuslemuren (Hapalemur) |
|  |                           |

|      | Großer Bambuslemur (Prolemur)                                               |
|      |                                                                             |
| N.N. | \| \| Katta (Lemur) \| \| \| \| \| \| Bambuslemuren (Hapalemur) \| \| \| \| |
|      | \| \| Katta (Lemur) \| \| \| \| \| \| Bambuslemuren (Hapalemur) \| \| \| \| |
|      | Katta (Lemur)                                                               |
|      |                                                                             |
|      | Bambuslemuren (Hapalemur)                                                   |
|      |                                                                             |

|  | Katta (Lemur)             |
|  |                           |
|  | Bambuslemuren (Hapalemur) |
|  |                           |

|      | Großer Bambuslemur (Prolemur)                                               |
|      |                                                                             |
| N.N. | \| \| Katta (Lemur) \| \| \| \| \| \| Bambuslemuren (Hapalemur) \| \| \| \| |
|      | \| \| Katta (Lemur) \| \| \| \| \| \| Bambuslemuren (Hapalemur) \| \| \| \| |
|      | Katta (Lemur)                                                               |
|      |                                                                             |
|      | Bambuslemuren (Hapalemur)                                                   |
|      |                                                                             |

|  | Katta (Lemur)             |
|  |                           |
|  | Bambuslemuren (Hapalemur) |
|  |                           |

|      | Großer Bambuslemur (Prolemur)                                               |
|      |                                                                             |
| N.N. | \| \| Katta (Lemur) \| \| \| \| \| \| Bambuslemuren (Hapalemur) \| \| \| \| |
|      | \| \| Katta (Lemur) \| \| \| \| \| \| Bambuslemuren (Hapalemur) \| \| \| \| |
|      | Katta (Lemur)                                                               |
|      |                                                                             |
|      | Bambuslemuren (Hapalemur)                                                   |
|      |                                                                             |

|  | Katta (Lemur)             |
|  |                           |
|  | Bambuslemuren (Hapalemur) |
|  |                           |